# 100回のKISS
「100回のKISS」（ひゃっかいのキス）は、松浦亜弥の4枚目のシングル。2001年11月28日に発売された。

## 概要
4枚目のシングルではあるが、松浦が歌手デビュー前の2001年冬に行われたハロー!プロジェクトコンサート『Hello! Project 2001 すごいぞ! 21世紀』に松浦が初出演した際に披露していた。
テレビ東京系列『アイドルをさがせ!』オープニングテーマ。

## 収録曲
全作詞・作曲：つんく
1. 100回のKISS [4:38]
編曲：小西貴雄
2. MERRY X'MAS FOR YOU [3:58]
編曲：高橋諭一
3. 100回のKISS (Instrumental) [4:35]

## 参加ミュージシャン
100回のKISS
- プログラミング：小西貴雄
- マニピュレータ：勝浦剛
- ギター：朝井泰生
- ベース：住吉中
- アディショナルドラム：ミヤタヤスオ
- コーラス：松浦亜弥・つんく

MERRY X'MAS FOR YOU
- プログラミング&ギター：高橋諭一
- コーラス：松浦亜弥・高橋諭一・hasie・JPLH'S

## カバー
100回のKISS
- 工藤大輝（Da-iCE） - アルバム『NEXT PHASE [初回フラッシュプライス盤（パフォーマー ver.）]』（2017年1月25日発売）に収録。
- DJ後藤まりこ - トリビュートアルバム『シューティング スター』（2024年11月11日発売）に収録。